# وایادولید
وایادولید (به اسپانیایی: Valladolid که «بایادُلید» تلفظ می‌شود، به عربی: بلد الولید) مرکز استان والادولید در بخش خودمختار کاستیا-لئون اسپانیا است.
جمعیت آن برپایه سرشماری سال ۲۰۱۰ میلادی حدود ۳۱۸ هزار نفر بوده است. مسلمانان نخست در سدهٔ دهم میلادی و سپس از سدهٔ پانزدهم بر بالادولید فرمان راندند و آن را پایتخت سرزمین کاستیا ساختند. این شهر در سال ۱۶۳۱ به ناحیهٔ مادرید تحت فرمان‌روایی فیلیپ دوم ضمیمه شد.

## تلفظ نام
نام این شهر در زبان اسپانیایی «Valladolid» است و در زبان اسپانیایی همیشه «v» «ب» تلفظ می‌شود. جدای از این در لهجه اسپانیایی آمریکای لاتین و جنوب اسپانیا «ll» به صورت «ی» تلفظ می‌شود و در بقیه اسپانیا مانند «ل+ی» تلفظ می‌شود و هرگز «ل» تلفظ نمی‌شود. بنابراین تلفظ درست نام این شهر در فارسی می‌شود «بایادولید» یا «بالیادولید» و نه «وایادولید». بااین‌وجود تلفظ «وایادولید» اکنون در فارسی رایج شده است.